# خوليان تشيكو
خوليان أنطونيو تشيكو (بالإسبانية: Julián Antonio Chicco) هو لاعب كرة قدم أرجنتيني في مركز الوسط ولد في يوم 13 يناير 1998، يلعب مع نادي بوكا جونيورز منذ سنة 2016.

## روابط خارجية
- خوليان تشيكو على موقع قاعدة بيانات كرة القدم.إي يو (الإنجليزية)
- خوليان تشيكو على موقع Soccerway.com (الإنجليزية)